# Communauté de communes des 4B Sud Charente
Die Communauté de communes des 4B Sud Charente  ist ein französischer Gemeindeverband mit der Rechtsform einer Communauté de communes im Département Charente in der Region Nouvelle-Aquitaine. Sie wurde am 3. November 2011 gegründet und umfasst 40 Gemeinden (Stand: 1. Januar 2019). Der Verwaltungssitz befindet sich im Ort Touvérac.

## Historische Entwicklung
Der Gemeindeverband ging durch Neugründung aus der Vorgängerorganisation Communauté de communes des 3B Sud Charente unter Eingliederung weiterer Gemeinden hervor.
In den Jahren 2015 und 2016 schlossen sich acht Mitgliedsgemeinden zu drei Communes nouvelles zusammen, wodurch sich die Anzahl der Mitglieder von ursprünglich 46 auf aktuell 41 reduzierte.
Zum 1. Januar 2019 bildeten die ehemaligen Gemeinden Côteaux du Blanzacais und Saint-Léger die Commune nouvelle Coteaux-du-Blanzacais. Dadurch verringerte sich die Anzahl der Mitgliedsgemeinden auf 40.

## Mitgliedsgemeinden
| Gemeinde                                   | Einwohner 1. Januar 2022 | Fläche km² | Dichte Einw./km² | Code INSEE | Postleitzahl |
| ------------------------------------------ | ------------------------ | ---------- | ---------------- | ---------- | ------------ |
| Angeduc                                    | 143                      | 3,59       | 40               | 16014      | 16300        |
| Baignes-Sainte-Radegonde                   | 1.241                    | 31,22      | 40               | 16025      | 16360        |
| Barbezieux-Saint-Hilaire                   | 4.738                    | 26,55      | 178              | 16028      | 16300        |
| Barret                                     | 1.092                    | 22,37      | 49               | 16030      | 16300        |
| Bécheresse                                 | 292                      | 8,38       | 35               | 16036      | 16250        |
| Berneuil                                   | 321                      | 16,55      | 19               | 16040      | 16480        |
| Boisbreteau                                | 128                      | 15,16      | 8                | 16048      | 16480        |
| Bors (Canton de Charente-Sud)              | 118                      | 12,28      | 10               | 16053      | 16360        |
| Brie-sous-Barbezieux                       | 111                      | 6,50       | 17               | 16062      | 16300        |
| Brossac                                    | 453                      | 21,84      | 21               | 16066      | 16480        |
| Challignac                                 | 340                      | 13,21      | 26               | 16074      | 16300        |
| Champagne-Vigny                            | 235                      | 8,31       | 28               | 16075      | 16250        |
| Chantillac                                 | 372                      | 18,05      | 21               | 16079      | 16360        |
| Chillac                                    | 225                      | 14,61      | 15               | 16099      | 16480        |
| Condéon                                    | 609                      | 31,40      | 19               | 16105      | 16360        |
| Coteaux-du-Blanzacais                      | 1.000                    | 23,83      | 42               | 16046      | 16250        |
| Étriac                                     | 200                      | 9,47       | 21               | 16133      | 16250        |
| Guimps                                     | 495                      | 12,60      | 39               | 16160      | 16300        |
| Guizengeard                                | 165                      | 14,76      | 11               | 16161      | 16480        |
| Lachaise                                   | 306                      | 9,43       | 32               | 16176      | 16300        |
| Ladiville                                  | 129                      | 7,19       | 18               | 16177      | 16120        |
| Lagarde-sur-le-Né                          | 187                      | 4,12       | 45               | 16178      | 16300        |
| Le Tâtre                                   | 427                      | 6,13       | 70               | 16380      | 16360        |
| Montmérac                                  | 725                      | 23,39      | 31               | 16224      | 16300        |
| Oriolles                                   | 245                      | 18,30      | 13               | 16251      | 16480        |
| Passirac                                   | 251                      | 14,67      | 17               | 16256      | 16480        |
| Pérignac                                   | 496                      | 25,52      | 19               | 16258      | 16250        |
| Reignac                                    | 715                      | 22,14      | 32               | 16276      | 16360        |
| Saint-Aulais-la-Chapelle                   | 218                      | 14,84      | 15               | 16301      | 16300        |
| Saint-Bonnet                               | 407                      | 17,77      | 23               | 16303      | 16300        |
| Saint-Félix                                | 102                      | 8,08       | 13               | 16315      | 16480        |
| Saint-Médard                               | 306                      | 8,24       | 37               | 16338      | 16300        |
| Saint-Palais-du-Né                         | 305                      | 13,60      | 22               | 16342      | 16300        |
| Sainte-Souline                             | 116                      | 7,32       | 16               | 16354      | 16480        |
| Saint-Vallier                              | 138                      | 18,21      | 8                | 16357      | 16480        |
| Salles-de-Barbezieux                       | 400                      | 9,85       | 41               | 16360      | 16300        |
| Sauvignac                                  | 98                       | 11,62      | 8                | 16365      | 16480        |
| Touvérac                                   | 572                      | 18,19      | 31               | 16384      | 16360        |
| Val des Vignes                             | 1.358                    | 50,66      | 27               | 16175      | 16250        |
| Vignolles                                  | 161                      | 8,80       | 18               | 16405      | 16300        |
| Communauté de communes des 4B Sud Charente | 19.940                   | 628,75     | 32               | –          | –            |